# Banjaranyar (Baureno)
Banjaranyar is een bestuurslaag in het regentschap Bojonegoro van de provincie Oost-Java, Indonesië. Banjaranyar telt 2281 inwoners (volkstelling 2010).